# Marek Rauchfuss
Marek Rauchfuss (* 18. Juli 1990) ist ein tschechischer Cross-Country-Mountainbiker und Triathlet.

## Sportlicher Werdegang
Als junger Athlet kombinierte Rauchfuss Mountainbikefahren im Sommer mit Cyclocross und Wintertriathlon im Winterhalbjahr. Dabei hatte er vielversprechende Resultate, unter anderem gewann er die Bronzemedaille bei den Wintertriathlon-Europameisterschaften. Er litt jedoch an rheumatoider Arthritis, die die Fortsetzung seiner Karriere von 2012 bis 2016 weitgehend zunichtemachte.
Danach konnte er wieder an alte Form anknüpfen. Ab 2017 holte er zahlreiche Podiumsplätze bei tschechischen Mountainbike-Meisterschaften, konnte sich allerdings nicht gegen die Übermacht von Ondřej Cink durchsetzen. Im Gravelrennen gewann er 2022 und 2023 die ersten beiden Ausgaben der tschechischen Meisterschaften. 2023, in Cinks Abwesenheit, wurde er erstmals Landesmeister im olympischen Cross-Country (XCO), wenn auch hinter Jan Zatloukal, der in der U23 angetreten war. International hatte Rauchfuss vor allem im Mountainbike-Marathon (XCM) gute Resultate, so einen 12. Platz bei den Weltmeisterschaften 2017 und einen 9. Platz bei den Europameisterschaften 2022.
Rauchfuss gehörte ab 2018 zur Weltspitze im Wintertriathlon; in diesem Sport gewann er von 2018 bis 2024 sechs Medaillen bei den Weltmeisterschaften und zwei weitere bei Europameisterschaften. Die höchste Podiumsstufe blieb ihm jedoch versagt.

## Erfolge

### Radsport
2022
 Tschechischer Meister – Gravel
2023
 Tschechischer Meister – XCO
 Tschechischer Meister – Gravel

### Wintertriathlon
2011
 Europameisterschaften
2018
 Europameisterschaften
 Weltmeisterschaften
2019
 Weltmeisterschaften
2020
 Weltmeisterschaften
2022
 Weltmeisterschaften
2023
 Europameisterschaften
 Weltmeisterschaften
2024
 Weltmeisterschaften